# Teresa Edwards
Teresa Edwards (Cairo (Geórgia), 19 de julho de 1964) é uma jogadora de basquete norte-americana, aposentada. Em 2000, a revista Sports Illustrated colocou-a como 22 dos "100 Grandes atletas femininos do século XX".